# Derbi
Derbi – hiszpańska marka motocykli, skuterów i rekreacyjnych quadów. Ma swoją siedzibę w Barcelonie. Wchodzi w skład Piaggio & Co. SpA. Założona została w 1922 r. przez Simóna Rabasa i Singla.
Początkowo Derbi było firmą znajdującą się w garażu, zajmującą się głównie rowerami. Z czasem marka rozpoczęła produkcję motocykli i zaczęła odnosić sukcesy na rynku krajowym i zagranicznym. Ważną rolę w rozwoju firmy ma sport i mistrzostwa świata, w których po raz pierwszy Derbi wystartowało w 1962 r. Duży wkład w sukcesy sportowe marki miał hiszpański zawodnik Ángel Nieto – wygrał dla Derbi 5 tytułów mistrza świata; trzy tytuły w klasie 50 cm³ oraz dwa tytuły w klasie 125 cm³. Obecnie Derbi bierze aktywny udział w zmaganiach sportowych i regularnie startuje w mistrzostwach świata w klasie 125 cm³.

## Skutery
- Derbi Hunter 50
- Derbi Predator 50
- Rambla 125
- Rambla 250
- GP1 50 Open
- GP1 50 Racing
- GP1 125 Racing
- GP1 250 Racing
- Atlantis City 50 2T
- Atlantis City 50 4T
- Boulevard 125
- Derbi Vamos M 50 2T (Mofa, V-max 25km/h)
- Derbi Vamos G 50 2T
- Derbi Vamos Fl 50 2T
- Derbi Vamos R 50 2T Pepek Edition

## Motocykle i motorowery
- Senda DRD Evo 50 SM

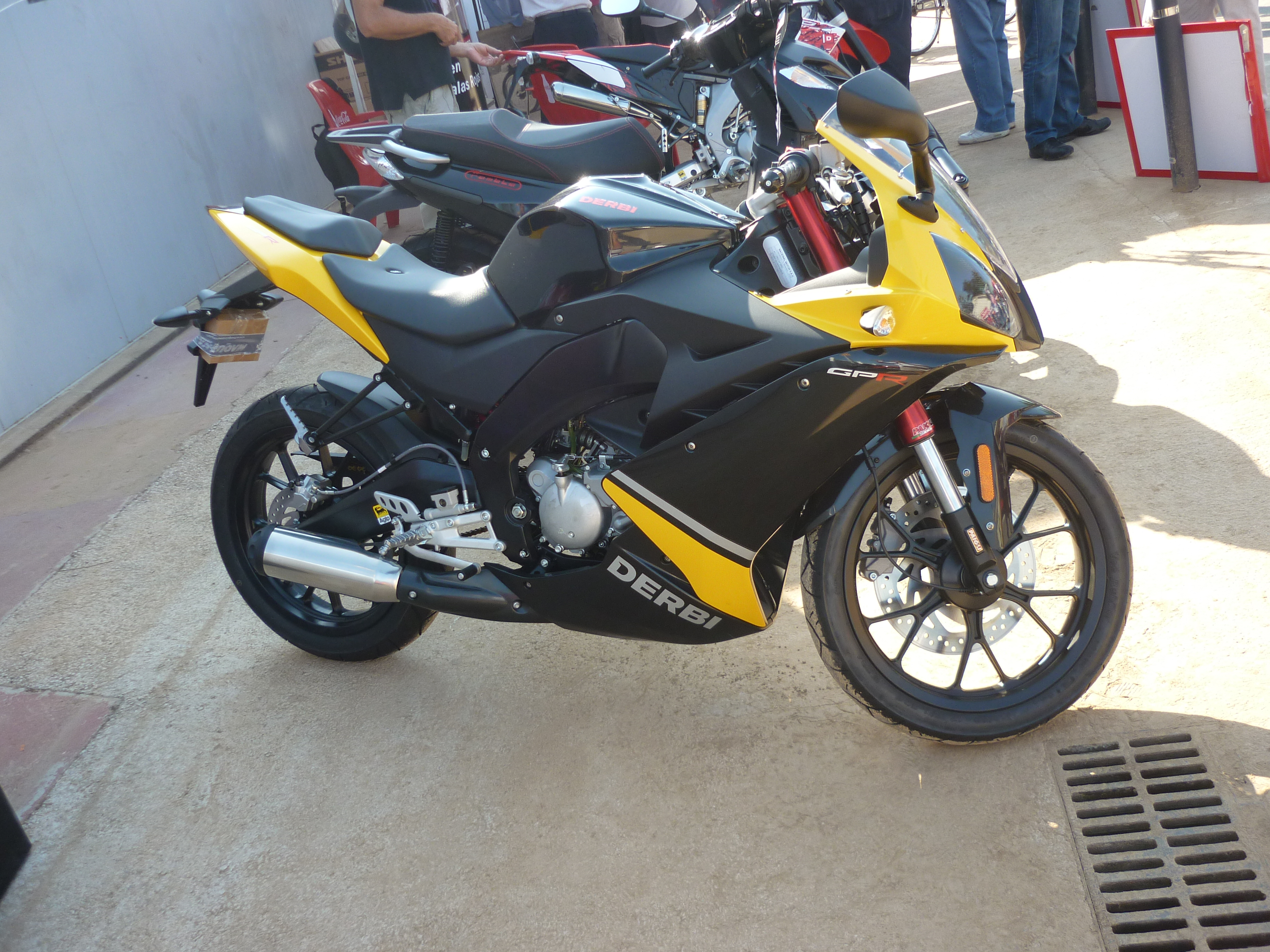
Sportowy motorower Derbi GPR 50

- Senda DRD Racing 50 SM Limited Edition
- Senda DRD Pro 50 SM
- Senda DRD Racing 50 SM
- Senda DRD Racing Special Edition 50 SM
- Senda XTreme 50 SM
- Senda XRace 50 SM
- Senda Baja 125 SM
- Senda DRD Pro 50 R
- Senda DRD Racing 50 R
- Senda XTreme 50 R
- Senda XRace 50 R
- Senda Baja 125 R
- Super Moto
- Fenix 50
- Enduro 80
- GPR 50 Racing
- GPR Racing 50 Race Réplica
- GPR 50 Nude
- GPR 125 Nude
- GPR 125 Racing
- Cross City 125
- Mulhacén Café 125
- Mulhacén Café 659
- Mulhacén Café 659 A. Nieto LE
- Mulhacén 659
- Mulhacén 125
- Dirt Kid 50
- Dirt Boy 50
- Terra Adventure 125
- Terra 125

## Quady
- DFW 50
- DXR 250